# Sigrid Onégin
Sigrid Onégin (Sigrid Elisabeth EIfriede Emilie Onégin née Hoffmann) (1 de junio de 1889 - 16 de junio de 1943) nació en Estocolmo, Suecia de padre alemán y madre francesa. Fue una notable contralto dramática alemana de majestuosa presencia y llamativa flexibilidad en una voz oscura.
Estudió en Frankfurt, Munich y Milán y tomó clases magistrales con la legendaria Lilli Lehmann.
Debutó en Wiesbaden en 1911 como Lilly Hoffmann acompañada por el compositor y pianista Eugene Onégin (1870–1919), Baron Yevgeny Borisovitch Lvov Onégin, que tomó el nombre artístico del personaje de Pushkin con quien se casó dos años después. 
Cantó en Stuttgart la Carmen de Bizet en 1912, añadiéndose debuts en Filadelfia (bajo Leopold Stokowski), Londres, New York (en la noche del debut de Elisabeth Rethberg como Aida y Onégin como Amneris), Salzburg, Zúrich y en la Ópera Estatal de Baviera, Múnich. Cantó en el Festival de Bayreuth en 1933 y en 1934.
Se destacó como contralto en Amneris, Orfeo, Eboli, Fidès, Erda, Lady Macbeth, Fricka, Waltraute y Brangäne.